# Maria van Kortenhof
Maria van Kortenhof (Utrecht, 7 december 1959) is een Nederlandse voormalig voetbalster en huidig trainer van het vrouwenelftal van FC Utrecht.

## Loopbaan

### Onderwijs
Van Kortenhof studeerde na de mavo en de havo te hebben afgerond aan de Pedagogische Academie St. Jozef in Zeist. Tevens volgde ze een studie geschiedenis en Nederlands als tweede taal, waarna ze vanaf de jaren '80 op verschillende scholen actief was als docente Nederlands, wiskunde en geschiedenis. Tegenwoordig doceert de Utrechtse motorisch remedial teaching aan de Internationale Schakelklas uit haar geboorteplaats, en werkt ze bij de opleiding Trainer-Coach III van de Koninklijke Nederlandse Voetbalbond.

### Voetbal
Tijdens haar studie haalde Van Kortenhof bij de KNVB de diploma's Oefenmeester II en III, en tussen 1990 en 1994 behaalde ze de applicaties Trainer-Coach II en I. Vanaf 1980 werkte de trainster bij verschillende amateurclubs, waaronder VV Haastrecht (waar ze zelf ook speelde), RVC, JSV en KFC '71, en in 1994 liep ze stage bij het tweede elftal van eredivisionist FC Utrecht.
Van Kortenhof is sinds de oprichting in 2007 hoofdtrainer van het vrouwenelftal van FC Utrecht, dat uitkomt in de eredivisie voor vrouwen. Daarnaast is ze actief als bondscoach voor het Nederlands vrouwenvoetbalelftal onder 17.